# Leptolebias
Leptolebias – rodzaj ryb karpieńcokształtnych z rodziny strumieniakowatych (Rivulidae).

## Klasyfikacja
Gatunki zaliczane do tego rodzaju:
- Leptolebias aureoguttatus
- Leptolebias citrinipinnis
- Leptolebias cruzi
- Leptolebias itanhaensis
- Leptolebias leitaoi
- Leptolebias marmoratus
- Leptolebias opalescens
- Leptolebias splendens